# Regionalwahl in der Lombardei 2010
Die Regionalwahl in der Lombardei 2010 fand am 28. und 29. März statt; der Regionalrat und der Präsident der Region Lombardei wurden gleichzeitig gewählt.

## Wahlergebnis
| Kandidaten                    | Kandidaten               | Stimmen   | %    | Listen                     | Stimmen   | %    | Mandate |
| ----------------------------- | ------------------------ | --------- | ---- | -------------------------- | --------- | ---- | ------- |
|                               | Roberto Formigonigewählt | 2.704.364 | 56,1 | Il Popolo della Libertà    | 1.355.133 | 31,8 | 23      |
| Lega Nord                     | Roberto Formigonigewählt | 2.704.364 | 56,1 | 1.117.227                  | 26,2      | 18   |         |
| La Destra                     | Roberto Formigonigewählt | 2.704.364 | 56,1 | 7.008                      | 0,2       | –    |         |
| Mandate der Listengruppe      | Roberto Formigonigewählt | 2.704.364 | 56,1 | –                          | –         | 8    |         |
| ↳ Gesamt                      | Roberto Formigonigewählt | 2.704.364 | 56,1 | 2.479.368                  | 58,2      | 49   |         |
|                               | Filippo Penati           | 1.603.666 | 33,3 | Partito Democratico        | 976.215   | 22,9 | 21      |
| Italia dei Valori             | Filippo Penati           | 1.603.666 | 33,3 | 267.954                    | 6,3       | 4    |         |
| Partito Pensionati            | Filippo Penati           | 1.603.666 | 33,3 | 69.932                     | 1,6       | 1    |         |
| Sinistra Ecologia Libertà     | Filippo Penati           | 1.603.666 | 33,3 | 59.112                     | 1,4       | 1    |         |
| Federazione dei Verdi         | Filippo Penati           | 1.603.666 | 33,3 | 35.060                     | 0,8       | –    |         |
| Partito Socialista Italiano   | Filippo Penati           | 1.603.666 | 33,3 | 13.415                     | 0,3       | –    |         |
| Nicht gewählte Direktkandidat | Filippo Penati           | 1.603.666 | 33,3 | –                          | –         | 1    |         |
| ↳ Gesamt                      | Filippo Penati           | 1.603.666 | 33,3 | 1.421.688                  | 33,3      | 28   |         |
|                               | Savino Pezzotta          | 225.849   | 4,7  | Unione di Centro           | 164.078   | 3,8  | 3       |
|                               | Vito Crimi               | 144.585   | 3,0  | Movimento 5 Stelle         | 99.390    | 2,3  | –       |
|                               | Vittorio Agnoletto       | 113.754   | 2,4  | Federazione della Sinistra | 87.221    | 2,0  | –       |
|                               | Gianmario Invernizzi     | 27.358    | 0,6  | Forza Nuova                | 11.281    | 0,3  | –       |
| Gesamt                        | Gesamt                   | 4.819.576 | 100  |                            | 4.263.026 | 100  | 80      |